# Boro Primorac
Boro Primorac (ur. 5 grudnia 1954 w Mostarze) – bośniacki piłkarz i trener. Grał na pozycji obrońcy.

## Kariera klubowa
Swoją karierę rozpoczął w klubie z rodzinnego miasta - Velež Mostar. Po 6 latach gry dla Rođenów przeszedł do drużyny Hajduka Split, którego barwy reprezentował przez 5 sezonów. W 1983 roku zdecydował się opuścić Jugosławię i wyjechał do Francji, do Lille OSC. W zespole ze Stadion Lille-Metropole występował przez 3 lata, zaś jego następnym i zarazem ostatnim klubem był AS Cannes. W 1990 roku zakończył karierę.

## Kariera reprezentacyjna
W reprezentacji Jugosławii w latach 1976-82 rozegrał 14 spotkań.

## Kariera trenerska
Swoją pracę jako trener rozpoczął w zespole, w którym zakończył karierę, czyli AS Cannes, lecz przebywał tam tylko dwa lata. W 1992 roku przyjął ofertę ze strony Valenciennes FC, ale już po roku opuścił francuski klub. W 1994 roku był selekcjonerem reprezentacji Gwinei. W marcu 1997 roku dołączył do sztabu szkoleniowego zespołu Arsenalu Londyn.